# Beeranahalli, Krishnarajanagara
Beeranahalli là một làng thuộc tehsil Krishnarajanagara, huyện Mysore, bang Karnataka, Ấn Độ.